# Vizcondado de los Remedios

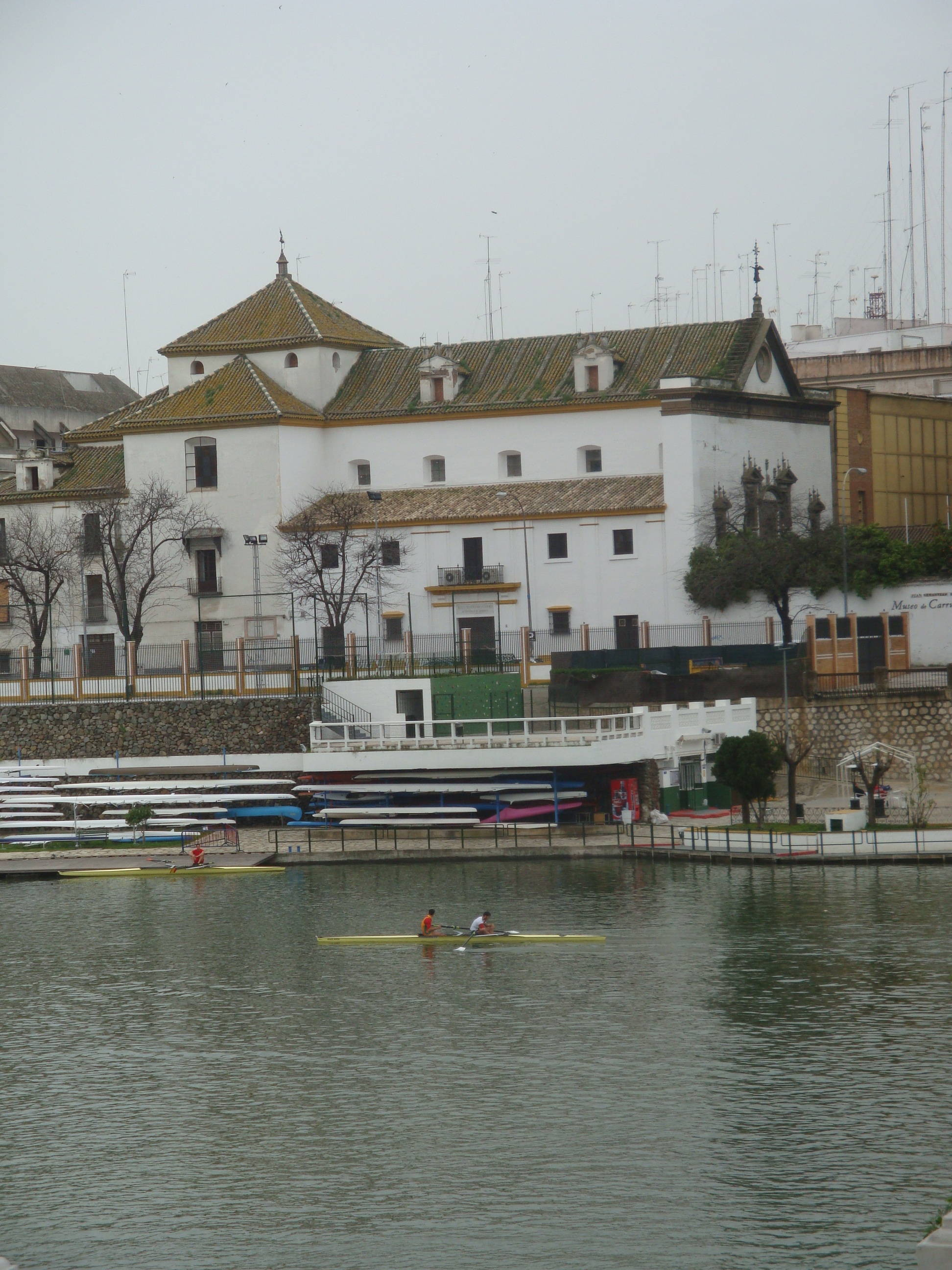
Sede del Instituto Hispano Cubano de Historia de América, (Fundación González de Abreu), en el barrio de los Remedios, (Sevilla).

El Vizcondado de los Remedios es un título nobiliario español creado el 19 de julio de 1928, con carácter vitalício, por el rey Alfonso XIII, a favor de Rafael González de Abreu y López-Silvero (Cuba, 1864 - Sevilla, 1933).
Su denominación hace referencia al barrio de los Remedios, en Sevilla.
Fue precisamente el barrio de los Remedios, el lugar donde fue ubicado el Instituto Hispano Cubano de Historia de América, de Sevilla, fundado por Rafael González de Abreu, con carácter benéfico-docente, sin ánimo de lucro.
El vizconde de los Remedios fue un gran mecenas para la ciudad de Sevilla, financiando con su patrimonio particular obras como la restauración de la portada de la Iglesia de Santa Lucía (Sevilla) y su posterior traslado a la Iglesia de Santa Catalina (Sevilla).
Donó su biblioteca privada al Instituto Hispano Cubano de Historia de América, de Sevilla, ( Fundación González Abreu ), que comprendía una valiosísima colección de libros americanistas, siendo de un especial interés, sobre todo, los especializados en la historia de Cuba, durante el tiempo en que ésta formaba parte del Reino de España.
Así mismo donó, en 1928, toda su colección particular de obras de arte al Museo de Bellas Artes de Sevilla.

## Vizcondes de los Remedios
|                           | Titular                                  | Periodo                   |
| Creación por Alfonso XIII | Creación por Alfonso XIII                | Creación por Alfonso XIII |
| ------------------------- | ---------------------------------------- | ------------------------- |
| I                         | Rafael González de Abreu y López-Silvero | 1928-1933                 |
| Único titular             |                                          |                           |

## Historia de los vizcondes de los Remedios
- Rafael González de Abreu y López-Silvero, I vizconde de los Remedios. Nacido en Villaclara, (Cuba), el 7 de diciembre de 1864 y fallecido en Sevilla el 9 de abril de 1933.

Permaneció soltero y no dejó descendiente alguno, lo que facilitó su mecenazgo, con la ciudad de Sevilla.
Al ser un título concedido originariamente como título vitalício, no está vigente en la actualidad, por lo que es simplemente un título histórico.